# Filhos de Ilúvatar
Nas obras fictícias de J. R. R. Tolkien, os Filhos de Ilúvatar ou Filhos de Eru são os Elfos (também chamados de os Primogênitos) e os Homens (também chamados de os Sucessores). Ilúvatar ou Eru, na mitologia tolkeniana, é o Criador do universo e seu Deus supremo. A história de sua criação é contada no "Quenta Silmarillion", em O Silmarillion de 1977.
Os Elfos, primeiros a nascer, despertados às margens do lago Cuiviénen, seriam ligados a Arda (a Terra) até seu fim, portanto, dotados de imortalidade. Os homens, que vieram depois, despertados em Hildórien, receberam de Eru o dom da mortalidade, não são ligados a Arda até seu fim, o que muitas vezes é confundido com uma punição divina. Os Anões não são contados entre os Filhos de Ilúvatar, pois não foram criados pelo próprio Ilúvatar, mas sim por Aulë, um valar que se impacientou com a demora para a chegada dos Filhos. Eru repreendeu Aulë, mas deixou-os viver, com a condição de despertarem após os Primogênitos. Foi concedido aos Anões o dom do livre-arbítrio por Ilúvatar (não poderia ter sido concedido por Aulë, que não possui esse poder), e foram adotados entre os Seus Filhos, sendo chamados de Filhos Adotivos de Ilúvatar. Os Anões seguem o mesmo destino dos homens após a morte. Os espíritos Ainur, não são contados entre os Filhos de Ilúvatar, apesar de terem sido criados por Seu pensamento.